# Arnau Mirambel
Lluís Arnau Mirambel Sorolla (Tarragona, Cataluña, España, 7 de abril de 1998) es un exfutbolista hispano-panameño que jugó como defensa.

## Trayectoria
Se formó en el Córdoba Club de Fútbol, con el que debutó en la temporada 2016-17 en las filas del Córdoba Club de Fútbol "B" del Grupo IV de Segunda División B, equipo en el que militó durante tres temporadas. En la campaña 17-18 sufrió una lesión de rodilla que le impidió ayudar a sus compañeros a intentar conseguir la salvación. En la temporada 2018-19, con la lesión ya olvidada, jugó 24 partidos, incluidos los 12 últimos.
En agosto de 2019 se incorporó a la estructura del Extremadura Unión Deportiva con el que alternaría participaciones con el filial y con el primer equipo de la Segunda División.
En la temporada 2020-21, se compromete con la S. D. Ejea de la Segunda División B de España.
En enero de 2022, firma por la C. F. Pobla de Mafumet del Grupo V de la Tercera División RFEF.
En la temporada 2022-23, firma por la S. D. Tarazona de la Segunda Federación.
El 4 de enero de 2023, firma por el Herrera F. C. de la Primera División de Panamá.
El 24 de julio de 2023 fue anunciado como nuevo jugador del C. D. Coria de la Tercera Federación. El 10 de noviembre de 2023 anuncia su retiro del fútbol profesional.

## Clubes
| Club                   | País   | Año       |
| ---------------------- | ------ | --------- |
| Córdoba C. F. "B"      | España | 2017-2019 |
| Extremadura U. D. "B"  | España | 2019-2020 |
| S. D. Ejea             | España | 2020-2021 |
| C. F. Pobla de Mafumet | España | 2022      |
| S. D. Tarazona         | España | 2022      |
| Herrera F. C.          | Panamá | 2023      |
| C. D. Coria            | España | 2023      |